# Carex atrata
Espèce
Classification phylogénétique
Carex atrata est une espèce de plantes du genre Carex et de la famille des Cyperaceae.